# マツダ再建
マツダ再建（まつださいけん）では、第1次オイルショックの後、アメリカ市場を中心にロータリーエンジン（RE）車の販売が急激に落ち込み経営危機に陥った東洋工業（現：マツダ）が、主力銀行である住友銀行（現：三井住友銀行）の主導によって再建に取り組み、同行の橋渡しによってアメリカのフォード・モーターと資本提携に至った一連の過程を記す。なお、フォードは2015年9月までに保有していたマツダ株のすべてを売却し、資本提携関係は解消された。

## ロータリーエンジンの販売不振
西側諸国で唯一ロータリーエンジンの実用化に成功した東洋工業は、1967年5月にロータリーエンジンを搭載した初の市販車であるコスモスポーツを発売し、それ以来ロータリーエンジン車を販売の主力に据えてきた。中でも対米輸出が好調で、1973年にアメリカ向けに輸出された11万台のうち、7 - 8割をロータリーエンジン車が占めていた。
当時社長を務めていた松田耕平は、東洋工業はロータリーエンジンがある限り将来にわたって自主独立路線を貫くことが可能で、日本の大手自動車メーカーであるトヨタ自動車や日産自動車を追い抜くことも夢ではないと思慮していた。
そのような最中、1973年10月に勃発した第四次中東戦争の影響で世間は第1次オイルショックに見舞われる。これを受けて同業他社はいち早く減産体制を敷いたが、東洋工業は「オイルショックによる物不足は一時的なもので、平時に帰せば車の購入は活発になる」と判断し、その時に向けて作り溜めしなければならないとして大幅な増産体制を敷いた。
しかしその直後の1974年、アメリカ合衆国環境保護庁（EPA）が「ロータリーエンジンはレシプロエンジンより20 - 50%も多く燃料を消費する燃費の悪い車である」との調査結果を発表した。これが喧伝されると、世間の関心が省エネに向かっていたこともあってロータリーエンジン車は極度の販売不振に陥り、1974年10月期決算では173億円の赤字を計上する事態となった。

## 住友銀行主導の再建
東洋工業の大幅赤字を受けてメインバンクの住友銀行は、同社が傘下に多くの下請け企業を抱え、また本社を置く広島県を中心とした中国地方の経済に果たす役割の大きさを鑑み、東洋工業からの要請に応えて人材派遣のほか、緊急の融資を実施する方針を固めた。方針に基づき住友銀行は、本店事務管理部長であった花岡信平（後に同行副頭取）を、住友信託銀行は法人信託部長を東洋工業へ派遣し、両者は1975年1月の株主総会で取締役に選出された。以後、東洋工業の再建は住友銀行の主導で進められることになる。
住友銀行は内外に東洋工業の支援を強力に推進していくことを周知するため、前頭取の浅井孝二を相談役に就任させ、広島市出身で日本商工会議所会頭の永野重雄を最高顧問として招聘。さらに大阪本店には、東洋工業支援の専担部署として融資第二部を新設した。一企業支援のための専任部門を設置したことは住友銀行において初の試みであり、管掌役員には副頭取であった磯田一郎が就き、部長には常務本店営業部長であった巽外夫が就任した。
そして行内から選抜された精鋭が不眠不休で経営実態の洗い出しに取りかかったところ、アメリカ市場もさることながら日本国内の有力な販売店による融通手形の乱発が発覚した。巽によれば、その処理には難儀したという。
その間にも東洋工業の業績はさらに悪化していた。1976年1月には難局打開のため、住友銀行は村井勉常務（後に同行副頭取、アサヒビール社長、JR西日本会長）を副社長として派遣した。さらに住友グループ以外の銀行、商社にも役員の派遣を要請し、万全の支援体制を構築した。副社長となった村井は、経営の刷新と大規模な組織改革ならびに社員教育の必要性を痛感する。また同時期に巽は、大幅な合理化を実施するにあたって知恵を借りようと小松製作所を訪ね、同社の河合良一社長から合理化策の指導を受けた。その教えを実践するため、同年5月には東洋工業本社にコントロール部を新設。責任者には後に松田家以外の初の社長となる山崎芳樹を起用した。
住友銀行は東洋工業の将来にわたるグランドデザインの策定を急いだが、単独での生き残りは不可能であるとの結論に至り、開発したロータリーエンジンの周辺特許を公開し、それを武器として他社との交渉に入ることになった。これに基づき、磯田は花井正八や豊田章一郎などのトヨタ首脳と断続的に会談したが、色よい返事を得ることはできなかった。その後、通商産業省（現・経済産業省）が日産に東洋工業との提携を持ちかけたが、日産側は東洋工業の財務内容に懸念を抱き、提携には至らなかった。このほか住友銀行は三菱自動車工業との交渉に入るが、磯田が住友銀行の意向を通産省に伝えると「業務提携とはいえ、既に外資（クライスラー）と提携している企業との結びつきは好ましくない」との応答があり、三菱との提携も実現しなかった。この間、松田耕平は独自にゼネラルモーターズ（GM）との交渉に動いたが、GMとの提携はアメリカの独占禁止法（反トラスト法）上の問題から不可能との調査結果が住友銀行の調査でも明らかとなり、これも実現しなかった。

## フォードとの提携
トヨタ、日産、三菱など、日本国内の自動車メーカーとの提携は困難であると認識した時点で、住友銀行は外資との提携を企図し、過去に資本業務提携は頓挫したものの、1971年6月に業務提携を結びボンネットトラックを輸出していたフォード・モーターを新たな提携先として選択し、1977年7月には前月末に頭取に昇格した磯田が「東洋工業はフォードとの提携強化を望み、その際には住友銀行も主力銀行として全面的に支援する」とのヘンリー・フォード2世会長宛の親書を記し、巽に託した。親書を託された巽は渡米し、フォードの海外事業担当であるドナルド・ピーターセン副社長やフィリップ・コールドウィル執行副社長らと交渉を行った。また巽は、反トラスト法抵触問題で交渉が滞った際にはワシントンD.C.に出向き、連邦取引委員会（FTC）委員と個別に面会して説き伏せ、流暢とはいえない英語を駆使して自ら証言台に立つなど奔走した。
フォードとの交渉の渦中、村井東洋工業副社長は「松田耕平が社長の座から退かなければ、会社の本格的な再建は進まない」と思慮し、辞任を迫った。永野重雄からも辞任を促された結果、松田耕平は業績不振の責任を取る形で1977年12月に代表権のない取締役会長に退き、後継の社長には村井の推挙によって山崎芳樹専務が昇格した。これにより、55年以上続いた松田家による同族経営は終焉となった。
一方、傘下のプロ野球球団である広島東洋カープに対しては、東洋工業は筆頭株主として資本関係を継続したが、企業としての経営関与が弱められ、事実上の松田家による独立経営となった。
村井は新経営体制の始動に際して、集団指導体制の確立と大幅な権限委譲を目的に常務会および社長室を設けたほか、研究開発体制も改編し、車種別責任体制を導入した。また人材育成の観点から、工場の近接地に大規模な研修センターの建設を提案。完成したセンターでは新人や中堅社員に加えて販売店社員の社員教育も実施させた。このほか組合の猛反発を受けながらも、約5,000人の社員を日本国内の販売店に2年間にわたりセールスマンとして出向させる施策を断行した。さらには村井自らも先頭に立ってマツダの国内販売店を回り、地方に赴いた時には地方銀行を訪れ、旧知の頭取に車の購入を懇請し、東京の法人が弱いとわかれば上場企業巡りに勤しんだ。
1978年に入るとフォードと東洋工業の接触は頻繁となり、同年2月にはフォードが公認会計士を含む財務担当者を中心とするプロジェクトチームを編成。メンバーは東洋工業本社へ派遣され、約1か月間広島に滞在して経営実態の洗い出しを行い、グループ全体における財務等の全貌の解明に努めた。翌1979年に入ると交渉は大詰めを迎え、フォードの資本参加の方法が主題として議論された。そこではフォードの出資における負担軽減を図る術として、住友銀行融資第二部次長の発案による東洋工業がフォードの在日子会社のフォード・インダストリーを吸収合併するという方法が創出された。これによって実質休眠会社である同社の資産を活用し、フォードがアメリカから持ち出す資金を絞り込むことができた。同年2月、住友銀行の米国現地法人であった加州住友銀行の新頭取就任パーティーに出席することを名目に磯田は渡米し、その合間を縫ってディアボーンのフォード本社を訪れ、フォード2世と会談した。このトップ会談によってフォードと東洋工業の資本提携は事実上成立した。
1979年5月18日、提携に関するスクープ記事が掲載されることが判明したため、予定期日より早めてフォードが東洋工業の株式20%を購入する可能性について交渉していると発表し、翌日に東洋工業が緊急役員会を開催した。その後記者会見を開き、山崎社長が既にフォードと資本提携することで合意しており、FTCに届出書を提出したと発表。こうして同年11月1日に、両社の提携はフォードが25%出資することでスタートした。1980年1月には村井副社長が住友銀行に復帰し、代わって岩澤正二副頭取が東洋工業会長として派遣された。
1978年3月、村井副社長から「ポルシェの半額のスポーツカーを作れ」と指示を受けたロータリーエンジン研究部がサバンナRX-7を開発し発売。同車はアメリカ市場にも投入され、世界中で大ヒットとなった。さらに1980年には、20代の技術者らが中心になって具現化したハッチバック車の5代目ファミリアが発売された。斬新なデザインと圧倒的な燃費の良さに加えて手頃な価格が話題を呼び、当時の若者らに圧倒的に支持されヒットし、その年の第1回日本カー・オブ・ザ・イヤーを受賞した。続いて1982年に発売された4代目カペラも大ヒットし、第3回日本カー・オブ・ザ・イヤーを受賞した。これら車種の販売が好調に推移したことや、フォードとの資本提携が下支えとなり、東洋工業の業績は回復。7期連続で増収増益を樹立し、勢いに乗ってアメリカで単独での現地生産を開始した。
1984年5月には社名を東洋工業から、それまでブランド名として使用してきたマツダに変更した。

## バブル期と5チャンネル体制
バブル景気に沸く1980年代後半、日本の各自動車メーカーはその好況が持続するものとみなし、設備増強に走った。かねてからドイツのBMWのような高級イメージを持つメーカーに転換したいと思慮していたマツダは好況の時流に乗り、販売を拡大させようと「5チャンネル構想」を打ち出した。この構想に基づき、マツダ店では従来通りのベーシックな車、オートラマ店はフォード車の販売、マツダオート店はマツダアンフィニ店に名称変更し、高級車とスポーティな車の専門店に転換。さらに新設のユーノス店は斬新な高級車、同様に新設であるオートザム店では軽乗用車を取り扱うことになった。販売チャネルの増加に伴って供給する車両の台数も増やす必要が生じたため、600億円を投じて防府工場（山口県防府市）に隣接する第二工場を建設した。
しかし、1991年のバブル崩壊によってマツダの売り上げは減少し、販売力の脆弱さに加えて円高が決定打となり、業績は赤字に陥った。イトマン事件問題が収束して再びマツダの経営を注視し始めた住友銀行会長の巽外夫は、再度マツダを再建するには銀行主導では限界があり、資本提携を結ぶフォードの世界戦略への編入によってしか生き残る術はないと判断した。
1994年、巽の要請に応えたフォードは40代の若手4人を顧問としてマツダに派遣し、同年6月の株主総会後、4人は役員に選出された。これによってマツダの経営権はフォードが実質的に掌握した。翌年秋、巽はマツダ社内にフォードに対するアレルギーがなくなったと判断し、フォード会長のアレキサンダー・トロットマンに対し、出資比率の引き上げと社長の派遣を要請した。
1996年5月、フォードはマツダに対する出資比率を25%から33.4%に引き上げ、同年6月にはヘンリー・ウォレス副社長が社長に昇格。日本の自動車メーカーでは初となる外国人社長が誕生し、マツダは正式にフォード傘下となった。以後、マツダはフォードの世界戦略に組み入れられ、マツダのエンジンやプラットフォームがフォード車に導入された。この戦略は成果を上げ、「フォード - マツダ」は自動車の国際提携の優等生ともてはやされた。

## フォードとの提携解消
2008年秋、リーマン・ショック後の世界的な景気の悪化でフォードは経営不振に陥り、マツダ株の一部を売却し、フォードの連結決算の対象から外れた。2009年にはマツダが公募増資を実施したため、フォードの出資比率は11%まで落ち、2010年にはフォードが三井住友銀行や住友商事などにマツダ株を売却したため筆頭株主ではなくなる。こうした中、マツダは環境に配慮した独自の技術「SKYACTIV TECHNOLOGY」を開発し、2011年より新車への搭載を開始した。また2012年には、フォードとの合弁によるアメリカでのマツダ車の生産も中止され、両社の関係は一段と希薄となった。
2015年5月13日、マツダはトヨタと環境対応や安全技術をはじめとする幅広い分野で提携することで基本合意したことを発表した。その一方で同年9月末までに、フォードは保有していたマツダ株のすべてを売却し、これによってフォードとマツダの36年間にわたる資本提携は終了した。なおタイや中国における合弁事業は双方に有益であるとして継続するとしている。